# Gymnoleon africanus
Gymnoleon africanus là một loài côn trùng trong họ Myrmeleontidae thuộc bộ Neuroptera. Loài này được McLachlan miêu tả năm 1885.